# Света Петка (код Полимилоса)
Света Петка (грч. Αγία Παρασκευή, Аја Параскеви) је насељено место у општини Кожани у периферији Западна Македонија, Грчка. Према попису из 2021. године било је без становника.
Света Петка се води као посебно насеље од 2002. године.